# Collin Malcolm
Pour les articles homonymes, voir Collin et Malcolm.
Collin Anthony Malcolm, né le 2 juillet 1997 à Ashland, en Oregon, est un joueur américain de basket-ball évoluant au poste d'ailier.

## Biographie

### Carrière universitaire
Entre 2015 et 2019, il joue pour les Knights de Warner Pacific (en) en NAIA à la Warner Pacific University (en).

### Carrière professionnelle

#### Batoumi-RSU (2019-2020)
Le 20 juin 2019, automatiquement éligible à la draft 2019 de la NBA, il n'est pas sélectionné.
Le 15 septembre 2019, il signe son premier contrat professionnel avec l'équipe géorgienne de Batoumi-RSU.

#### Kauhajoki Karhu (2020-2021)
Le 24 juin 2020, il signe avec l'équipe finlandaise de Kauhajoki Karhu (en).

#### Keravnós Strovólou (2021-2022)
Durant l'été 2021, il signe avec l'équipe chypriote de Keravnós Strovólou.

#### Telekom Baskets Bonn (2022-2023)
Le 6 juillet 2022, il signe avec l'équipe allemande du Telekom Baskets Bonn.
Il remporte la ligue des champions 2022-2023 avec Bonn.

#### Paris Basketball (2023-2025)
Le 25 juillet 2023, il signe un contrat avec l'équipe française du Paris Basketball. Avec Paris, il remporte la Leaders Cup et l'Eurocoupe en 2024, puis la Coupe de France et le championnat de France en 2025, avant de signer à l'Hapoël Tel Aviv, tout en réussissant une solide saison  (7,7 points, 2,5 rebonds et 1,2 passe en 19 minutes par match) en Euroligue.

## Palmarès

### En club
- Vainqueur de la ligue des champions en 2023
- Vainqueur de la Leaders Cup 2024
- Vainqueur de l'EuroCup 2024
- Joueur Team Monde All Star LNB 2024
- Vainqueur de la Coupe de France 2025
- Champion de France en 2025